# Xã Trout Lake, Michigan
Xã Trout Lake (tiếng Anh: Trout Lake Township) là một xã thuộc quận Chippewa, tiểu bang Michigan, Hoa Kỳ. Năm 2010, dân số của xã này là 384 người.